# Florian Radu
Florian Radu (Bucarest, 8 aprile 1920 – 10 novembre 1991) è stato un allenatore di calcio e calciatore rumeno, di ruolo attaccante.

## Carriera
In carriera ha giocato per Rapid Bucarest, Roma in una stagione infelice per i capitolini e Cosenza, con cui nella stagione 1949-1950 sfiorò la promozione in serie B dopo che la squadra si piazzò 2ª nel proprio girone.

## Palmarès

### Giocatore
- Coppa di Romania: 3

Rapid Bucarest: 1939–1940, 1940–1941, 1941–1942